# Route nationale 16a
La route nationale 16A, ou RN 16A, était une route nationale française reliant Bergues à Oost-Cappel et à la Belgique. Il s'agit d'un tronçon de l'ancienne RN 40 lorsque celle-ci reliait Calais à Ypres par Dunkerque. Lorsque la RN 40 eut son parcours allongé et détourné vers Furnes, le tronçon de Bergues à la Belgique fut renuméroté RN 16A.
À la suite de la réforme de 1972, la RN 16A a été déclassée en RD 916A.

## De Bergues à Oost-Cappel et à la Belgique (D 916A)
- Bergues
- Haeghe-Meulen, commune de Warhem
- Rexpoëde
- Oost-Cappel
- Poperinge  Belgique N 308